# Copa d'Or de la CONCACAF de 2009
La Copa d'Or 2009 va ser la desena edició de la Copa d'Or de la CONCACAF, màxim torneig de seleccions organitzat per la CONCACAF.
Aquesta edició es va jugar als Estats Units del 3 al 26 de juliol de 2009.

## Equips participants
- Classificats automàticament (equips de la zona nord-americana):
  -  Mèxic (10a participació)
  -  Estats Units (amfitrió, 10a participació)
  -  Canadà (9a participació)

- Classificats per la Copa del Carib de la CONCACAF 2008 (equips de la zona del Carib):
  - Campió:  Jamaica (7a participació)
  - Subcampió:  Grenada (1a participació)
  - 3r lloc:  Guadeloupe (2a participació)
  - 3r lloc al Grup I¹:  Haití (4a participació)

- Classificats de la Copa UNCAF 2009 (equips de la zona d'Amèrica Central):
  - Campió:  Panamà (4a participació)
  - Subcampió:  Costa Rica (9a participació)
  - 3r lloc:  Hondures (9a participació)
  - 4t lloc:  El Salvador (6a participació)
  - 5è lloc:  Nicaragua (1a participació)

Nota 1:  Cuba va acabar quarta al Campionat del Carib, però va renunciar a participar en la Copa d'Or per la incapacitat de formar un equip competitiu. Haití i Trinitat i Tobago, tercers als grups I i J, respecticament, i en ser els dos equips en acabar en més alta posició a la Copa del Carib sense haver-se classificat per a la Copa d'Or, van entrar en un sorteig per substituir Cuba. Haití va ser la guanyadora del sorteig.

## Estadis
Els tretze estadis (el màxim d'estadis emprats mai a una Copa d'Or) es van anunciar el 9 de març.
| Carson                  | Seattle           | Columbus              | Oakland                         | Washington, D.C.  |
| ----------------------- | ----------------- | --------------------- | ------------------------------- | ----------------- |
| The Home Depot Center   | Qwest Field       | Columbus Crew Stadium | Oakland-Alameda County Coliseum | RFK Stadium       |
| Capacitat: 27,000       | Capacitat: 67,000 | Capacitat: 22,555     | Capacitat: 47,416               | Capacitat: 45,596 |
| Home Depot Center       | Qwest Field       | Columbus Crew Stadium | Oakland-Alameda County Coliseum | RFK Stadium       |
| Houston                 | Miami             | Foxborough            | Glendale                        |                   |
| Reliant Stadium         | FIU Stadium       | Gillette Stadium      | University of Phoenix Stadium   |                   |
| Capacitat: 71,500       | Capacitat: 20,000 | Capacitat: 68,756     | Capacitat: 63,400               |                   |
|                         | FIU Stadium       | Gillette Stadium      | University of Phoenix Stadium   |                   |
| Filadèlfia              | Arlington         | Chicago               | East Rutherford                 |                   |
| Lincoln Financial Field | Cowboys Stadium   | Soldier Field         | Giants Stadium                  |                   |
| Lincoln Financial Field | Cowboys Stadium   | Soldier Field         | Giants Stadium                  |                   |
| Capacitat: 68,532       | Capacitat: 80,000 | Capacitat: 61,500     | Capacitat: 78,741               |                   |

## Fase de grups
El sorteig de la fase de grups es va fer el 2 d'abril de 2009.

### Grup A
| Equip       | PJ | PG | PE | PP | GF | GC | DG | Pts |
| ----------- | -- | -- | -- | -- | -- | -- | -- | --- |
| Canadà      | 3  | 2  | 1  | 0  | 4  | 2  | +2 | 7   |
| Costa Rica  | 3  | 1  | 1  | 1  | 4  | 4  | 0  | 4   |
| Jamaica     | 3  | 1  | 0  | 2  | 1  | 2  | −1 | 3   |
| El Salvador | 3  | 1  | 0  | 2  | 2  | 3  | −1 | 3   |

| Canadà    | 1 – 0   | Jamaica |
| --------- | ------- | ------- |
| Gerba 75' | Detalls |         |

| Costa Rica   | 1 – 2   | El Salvador    |
| ------------ | ------- | -------------- |
| Granados 65' | Detalls | 20' 87' Romero |

| Jamaica | 0 – 1   | Costa Rica |
| ------- | ------- | ---------- |
|         | Detalls | 64' Borges |

| El Salvador | 0 – 1   | Canadà    |
| ----------- | ------- | --------- |
|             | Detalls | 32' Gerba |

| Costa Rica               | 2 – 2   | Canadà                    |
| ------------------------ | ------- | ------------------------- |
| Herrón 23' · Centeno 35' | Detalls | 25' Bernier · 28' de Jong |

| El Salvador | 0 – 1   | Jamaica      |
| ----------- | ------- | ------------ |
|             | Detalls | 70' Cummings |

### Grup B
| Equip        | PJ | PG | PE | PP | GF | GC | DG  | Pts |
| ------------ | -- | -- | -- | -- | -- | -- | --- | --- |
| Estats Units | 3  | 2  | 1  | 0  | 8  | 2  | +6  | 7   |
| Hondures     | 3  | 2  | 0  | 1  | 5  | 2  | +3  | 6   |
| Haití        | 3  | 1  | 1  | 1  | 4  | 3  | +1  | 4   |
| Grenada      | 3  | 0  | 0  | 3  | 0  | 10 | -10 | 0   |

| Hondures   | 1 – 0   | Haití |
| ---------- | ------- | ----- |
| Costly 76' | Detalls |       |

| Grenada | 0 – 4   | Estats Units                                  |
| ------- | ------- | --------------------------------------------- |
|         | Detalls | 7' Adu · 31' Holden · 60' Rogers · 68' Davies |

| Haití                   | 2 – 0   | Grenada |
| ----------------------- | ------- | ------- |
| Noel 14' · Marcelin 79' | Detalls |         |

| Estats Units             | 2 – 0   | Hondures |
| ------------------------ | ------- | -------- |
| Quaranta 74' · Ching 79' | Detalls |          |

| Estats Units             | 2 – 2   | Haití                 |
| ------------------------ | ------- | --------------------- |
| Arnaud 6' · Holden 90+2' | Detalls | 46' Sirin · 49' Chéry |

| Hondures                                                 | 4 – 0  | Grenada |
| -------------------------------------------------------- | ------ | ------- |
| Martínez 2' · Espinoza 25' · Valladares 56' · Costly 67' | Report |         |

### Grup C
| Equip      | PJ | PG | PE | PP | GF | GC | DG | Pts |
| ---------- | -- | -- | -- | -- | -- | -- | -- | --- |
| Mèxic      | 3  | 2  | 1  | 0  | 5  | 1  | +4 | 7   |
| Guadeloupe | 3  | 2  | 0  | 1  | 4  | 3  | +1 | 6   |
| Panamà     | 3  | 1  | 1  | 1  | 6  | 3  | +3 | 4   |
| Nicaragua  | 3  | 0  | 0  | 3  | 0  | 8  | −8 | 0   |

| Panamà       | 1 – 2   | Guadeloupe                |
| ------------ | ------- | ------------------------- |
| Barahona 68' | Detalls | 33' Loval · 43' Fleurival |

| Nicaragua | 0 – 2   | Mèxic                             |
| --------- | ------- | --------------------------------- |
|           | Detalls | 46+' (pen.) Noriega · 86' Barrera |

| Guadeloupe             | 2 – 0   | Nicaragua |
| ---------------------- | ------- | --------- |
| Auvray 57' · Gotin 59' | Detalls |           |

| Mèxic     | 1 – 1   | Panamà    |
| --------- | ------- | --------- |
| Sabah 10' | Detalls | 29' Pérez |

| Panamà                                 | 4 – 0   | Nicaragua |
| -------------------------------------- | ------- | --------- |
| Pérez 35' · Gómez 56' · Tejada 76' 88' | Detalls |           |

| Mèxic                   | 2 – 0   | Guadeloupe |
| ----------------------- | ------- | ---------- |
| Torrado 42' · Sabah 85' | Detalls |            |

## Fase final
|  | Quarts de final           | Quarts de final        |                                |       | Semifinals | Semifinals |  |  | Final | Final |
|  |                           |                        |                                |       |            |            |  |  |       |       |
|  | 18 de juliol - Filadèlfia |                        |                                |       |            |            |  |  |       |       |
|  |                           |                        |                                |       |            |            |  |  |       |       |
|  | Canadà                    | 0                      |                                |       |            |            |  |  |       |       |
|  | Canadà                    | 0                      | 23 de juliol - Chicago         |       |            |            |  |  |       |       |
|  | Hondures                  | 1                      |                                |       |            |            |  |  |       |       |
|  | Hondures                  | 1                      | Hondures                       | 0     |            |            |  |  |       |       |
|  | 18 de juliol - Filadèlfia |                        | Hondures                       | 0     |            |            |  |  |       |       |
|  |                           | Estats Units           | 2                              |       |            |            |  |  |       |       |
|  | Estats Units              | Estats Units           | 2                              | 2     |            |            |  |  |       |       |
|  | Estats Units              |                        | 26 de juliol - East Rutherford | 2     |            |            |  |  |       |       |
|  | Panamà                    | 1                      |                                |       |            |            |  |  |       |       |
|  | Panamà                    | 1                      | Estats Units                   | 0     |            |            |  |  |       |       |
|  | 19 de juliol - Arlington  |                        | Estats Units                   | 0     |            |            |  |  |       |       |
|  |                           | Mèxic                  | 5                              |       |            |            |  |  |       |       |
|  | Guadeloupe                | Mèxic                  | 5                              | 1     |            |            |  |  |       |       |
|  | Guadeloupe                | 23 de juliol - Chicago |                                | 1     |            |            |  |  |       |       |
|  | Costa Rica                | 5                      |                                |       |            |            |  |  |       |       |
|  | Costa Rica                | 5                      | Costa Rica                     | 1 (3) |            |            |  |  |       |       |
|  | 19 de juliol - Arlington  |                        | Costa Rica                     | 1 (3) |            |            |  |  |       |       |
|  |                           | Mèxic                  | 1 (5)                          |       |            |            |  |  |       |       |
|  | Mèxic                     | Mèxic                  | 1 (5)                          | 4     |            |            |  |  |       |       |
|  | Mèxic                     |                        |                                | 4     |            |            |  |  |       |       |
|  | Haití                     | 0                      |                                |       |            |            |  |  |       |       |
|  | Haití                     | 0                      |                                |       |            |            |  |  |       |       |

### Quarts de final
| Canadà | 0 – 1   | Hondures            |
| ------ | ------- | ------------------- |
|        | Detalls | 36' (pen.) Martínez |

| Estats Units                       | 2 – 1 (pro.) | Panamà    |
| ---------------------------------- | ------------ | --------- |
| Beckerman 49' · Cooper 106' (pen.) | Report       | 45' Pérez |

| Guadeloupe   | 1 – 5   | Costa Rica                                              |
| ------------ | ------- | ------------------------------------------------------- |
| Alphonse 64' | Detalls | 3' Borges · 16', 71' Saborío · 47' Herrón · 89' Herrera |

| Mèxic                                         | 4 – 0   | Haití |
| --------------------------------------------- | ------- | ----- |
| Sabah 23', 63' · dos Santos 42' · Barrera 83' | Detalls |       |

### Semifinals
| Hondures | 0 – 2   | Estats Units             |
| -------- | ------- | ------------------------ |
|          | Detalls | 45' Goodson · 90' Cooper |

| Costa Rica    | 1 – 1 (prò.) | Mèxic      |
| ------------- | ------------ | ---------- |
| Ledezma 90+3' | Detalls      | 88' Franco |

|                                     |       | Penals                                        |  |
| Saborío · Borges · Ledezma · Oviedo | 3 – 5 | Franco · Dos Santos · Torrado · Juárez · Vela |  |

### Final
| Estats Units | 0 – 5   | Mèxic                                                                    |
| ------------ | ------- | ------------------------------------------------------------------------ |
|              | Detalls | 56' (pen.) Torrado · 62' Dos Santos · 67' Vela · 79' Castro · 90' Franco |

## Premis
| Copa d'Or CONCACAF 2009 |
| ----------------------- |
| Mèxic                   |
| Mèxic Vuité títol       |

| Bota d'Or    | Millor jugador     | Millor porter | Premi al Joc Net |
| ------------ | ------------------ | ------------- | ---------------- |
| Miguel Sabah | Giovani Dos Santos | Keylor Navas  | Estats Units     |

### Equip ideal del torneig
L'equip ideal del torneig va ser triat pel Grup d'Estudis Tècnics de la CONCACAF entre els jugadors dels vuit equips que van arribar als quarts de final.
| Porters                        | Defenses                                                                                        | Centrecampistes                                                                                          | Davanters                                                      |
| ------------------------------ | ----------------------------------------------------------------------------------------------- | --- | -------------------------------------------------------------- |
| Keylor Navas · Guillermo Ochoa | Mike Klukowski · Jose Fernandez · Fausto Pinto · Luis Moreno · Clarence Goodson · Chad Marshall | Julián de Guzmán · Celso Borges · Stephane Auvray · Gerardo Torrado · Giovani Dos Santos · Stuart Holden | Alvaro Saborio · Walter Martinez · Miguel Sabah · Kenny Cooper |

## Golejadors
4 gols
- Miguel Sabah

3 gols
| - Blas Pérez |

2 gols
| - Ali Gerba - Celso Borges - Andy Herron - Álvaro Saborío - Osael Romero | - Carlo Costly - Walter Martínez - Pablo Barrera - Giovani dos Santos - Guillermo Franco | - Gerardo Torrado - Luis Tejada - Kenny Cooper - Stuart Holden |

1 gol
| - Patrice Bernier - Marcel de Jong - Walter Centeno - Warren Granados - Pablo Herrera - Froylán Ledezma - Pablo Alphonse - Stéphane Auvray - David Fleurival - Ludovic Gotin - Loïc Loval | - Mones Chéry - James Marcelin - Fabrice Noel - Vaniel Sirin - Roger Espinoza - Melvin Valladares - Omar Cummings - José Antonio Castro - Luis Miguel Noriega - Carlos Vela | - Nelson Barahona - Gabriel Enrique Gomez - Freddy Adu - Davy Arnaud - Kyle Beckerman - Brian Ching - Charlie Davies - Clarence Goodson - Santino Quaranta - Robbie Rogers |